# Oier Sanjurjo
Oier, właśc. Oier Sanjurjo Maté (ur. 25 maja 1986 roku w Estelli) – piłkarz hiszpański grający na pozycji prawego obrońcy. Jest wychowankiem klubu CA Osasuna.

## Kariera klubowa
Swoją karierę piłkarską Oier rozpoczął w klubie CA Osasuna. W 2005 roku zaczął grać w rezerwach tego klubu w rozgrywkach Segunda División B. 24 września 2008 roku zadebiutował w pierwszym zespole Osasuny w Primera División, w zremisowanym 0:0 domowym meczu z Deportivo La Coruña. W sezonie 2011/2012 został wypożyczony do drugoligowej Celty Vigo, w której swój debiut zanotował 16 października 2011 w zremisowanym 3:3 wyjazdowym meczu z Xerez CD. W Celcie był podstawowym zawodnikiem i wywalczył z nią awans z Segunda División do Primera División. Latem 2012 roku Oier wrócił do Osasuny.
| Sezon   | Klub         | Kraj      | Rozgrywki          | Mecze | Bramki | Puchar kraju | Mecze | Bramki |
| ------- | ------------ | --------- | ------------------ | ----- | ------ | ------------ | ----- | ------ |
| 2005/06 | CA Osasuna B | Hiszpania | Segunda División B | 24    | 0      | -            | -     | -      |
| 2006/07 | CA Osasuna B | Hiszpania | Segunda División B | 34    | 0      | -            | -     | -      |
| 2007/08 | CA Osasuna B | Hiszpania | Segunda División B | 32    | 0      | -            | -     | -      |
| 2007/08 | CA Osasuna   | Hiszpania | Primera División   | 0     | 0      | Puchar Króla | 1     | 0      |
| 2008/09 | CA Osasuna   | Hiszpania | Primera División   | 10    | 0      | Puchar Króla | 3     | 0      |
| 2008/09 | CA Osasuna B | Hiszpania | Segunda División B | 9     | 0      | -            | -     | -      |
| 2009/10 | CA Osasuna   | Hiszpania | Primera División   | 11    | 0      | Puchar Króla | 1     | 0      |
| 2010/11 | CA Osasuna   | Hiszpania | Primera División   | 3     | 0      | -            | -     | -      |
| 2011/12 | Celta Vigo   | Hiszpania | Segunda División   | 33    | 0      | Puchar Króla | 1     | 0      |
| 2012/13 | CA Osasuna   | Hiszpania | Primera División   | 31    | 0      | Puchar Króla | 1     | 0      |
| 2013/14 | CA Osasuna   | Hiszpania | Primera División   | 28    | 2      | Puchar Króla | 4     | 0      |
| 2014/15 | CA Osasuna   | Hiszpania | Segunda División   | 12    | 1      | -            | -     | -      |
| 2015/16 | CA Osasuna   | Hiszpania | Segunda División   | 42    | 3      | Puchar Króla | 1     | 0      |
| 2016/17 | CA Osasuna   | Hiszpania | Primera División   | 36    | 0      | Puchar Króla | 2     | 0      |
| 2017/18 | CA Osasuna   | Hiszpania | Segunda División   | 36    | 2      | Puchar Króla | 2     | 0      |
| 2018/19 | CA Osasuna   | Hiszpania | Segunda División   | 37    | 3      | -            | -     | -      |